# 安伯乐
安伯乐（1977年8月13日—），印度外交官，现任印度驻新加坡高级专员，曾任印度外交部长办公室和外交部东亚司联秘、印度驻斯里兰卡副高级专员。

## 經歷
安伯樂生於1977年8月13日。他在浦那長大，畢業於弗格森學院和B·J醫學院。他還在明德大学蒙特雷国际研究学院完成了漢-英翻譯與口譯的碩士學位課程。
2002年，安伯樂加入印度外事服務部，並選擇學習中文。他曾在北京的印度駐華大使館工作了8年，先后擔任政治處的三等秘書、二等秘書和一等秘書，以及大使的參謀長。隨後，他在外交部總部擔任東亞司副司長和印度外交秘書的參謀長（2015年1月至2018年8月）。2018年8月至2019年7月在科倫坡擔任印度驻斯里兰卡副高級專員後，他回到德里，擔任外長辦公室聯秘。2022年6月起，他接任東亞司聯秘，並担任双重职位至2023年7月22日。
2023年6月11日，被任命爲下一任印度駐新加坡高級專員。2023年7月23日，擔任印度駐新加坡高級專員。7月25日，向新加坡总统哈莉玛·雅各布递交国书。

## 個人生活
安伯樂已婚，並育有兩個女兒。